# Frank Diem

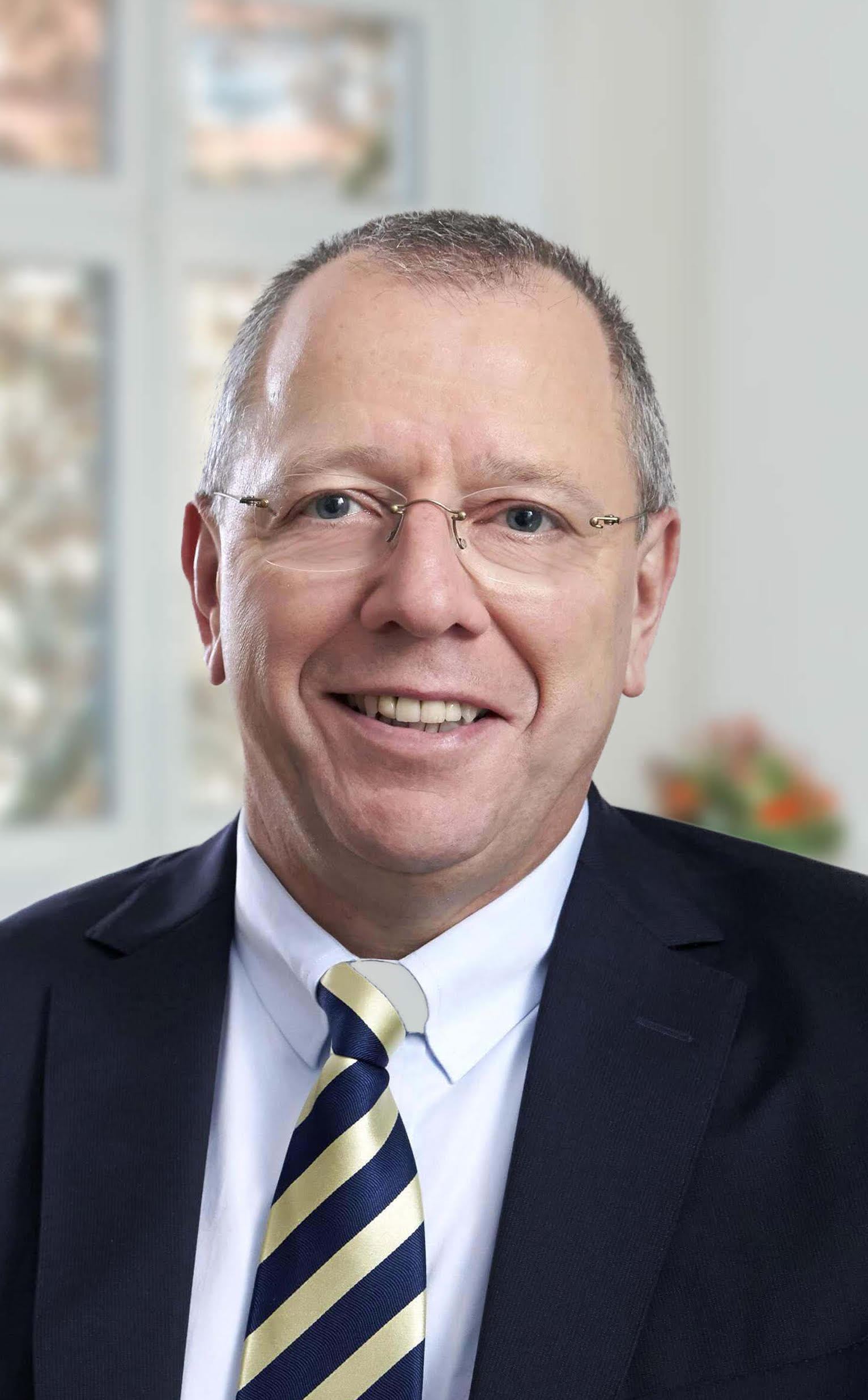
Frank E. R. Diem

Frank E. R. Diem (* 21. März 1955 in Ludwigsburg) ist ein deutscher Jurist, Autor, Dozent und Träger des Bundesverdienstkreuzes der Bundesrepublik Deutschland. Seine Mentoren waren der Vorsitzende Richter am Oberlandesgericht Hartmut Stähle und der Vorsitzende Richter am Bundesgerichtshof Gerhard Schäfer (1. Strafsenat). Diem ist verheiratet, hat zwei Kinder und ist Mitglied der Studentenverbindung A. V. Virtembergia zu Tübingen.

## Leben
Nach dem Abitur in Ludwigsburg studierte er Rechtswissenschaften an der Universität Tübingen und volontierte in dieser Zeit als studentischer Mitarbeiter bei der Stuttgarter Zeitung („Sportbericht“) und Sonntag Aktuell. Seit 1982 war er als wissenschaftlicher Mitarbeiter in verschiedenen Rechtsanwaltskanzleien tätig und wurde 1985 als Rechtsanwalt zugelassen. 1987 gründete er zusammen mit zwei Partnern ein Verbindungsbüro in Istanbul, aus dem sich die erste und bis heute einzige aktive deutsche Rechtsanwaltskanzlei entwickelte, die bei der Rechtsanwaltskammer Istanbul zugelassen ist. Frank Diem ist Initiator und Gründungsgesellschafter des europäischen Rechtsanwaltsnetzwerkes Advoselect EWIV (gegründet 1991), dessen Aufsichtsratsvorsitzender er bis 2012 war. Zusammen mit weiteren Kollegen gründete er die AnwaltSuchservice GmbH, die erste digitale Datenbank zur Identifizierung fachlich spezialisierter Rechtsanwälte in Deutschland, für deren Geschäftsmodell er zusammen mit den übrigen Gründungsgesellschaftern bis zum Bundesverfassungsgericht kämpfte (und obsiegte).
Von 1992 bis 1997 war er im Auftrag des sächsischen Ministeriums für Wirtschaft und Arbeit als Treuhänder und Koordinator für Maßnahmen der Arbeitsförderung für ca. 7.000 ehemalige Mitarbeiter aus der sächsischen Textilindustrie tätig, wo er über die M & M Arbeitsbeschaffungs-Förderungsgesellschaft mbH Burgstädt den aus 10 über das gesamte Bundesland verteilte Gesellschaften bestehenden Arbeitskreis Textil in Sachsen initiierte, welchen er 5 Jahre lang als Rechtsberater in Fragen des Gesellschaftsrechts und Arbeitsrechts betreute. Von 1994 bis 2000 war er Mitglied des Exekutivkomitees des weltweit größten Zusammenschlusses junger Rechtsanwältinnen und Rechtsanwälte AIJA (Association Internationale des Jeunes Avocats). Diem ist vorwiegend im Bereich der Schnittstelle zwischen Gesellschaftsrecht und Arbeitsrecht tätig und berät Unternehmen, Vorstände, Geschäftsführer sowie Unternehmer. Zu seinen Mandanten zählen Vorstände von Banken, Versicherern und Industrieunternehmen.
Im Zeitraum von 1992 bis 2014 war Diem Mitglied des Vorstands der Rechtsanwaltskammer Stuttgart, von 2002 bis 2006 Mitglied des Präsidiums und von 2006 bis 2012 deren Präsident. Er war Mit-Initiator des Fortbildungsinstituts der Rechtsanwaltskammer Stuttgart und deren Partnerschaft mit der Rechtsanwaltskammer in Bursa/Türkei. Seit 1996 leitet er den Ausschuss für Qualitätsmanagement der Bundesrechtsanwaltskammer, deren Satzungsversammlung er von 2006 bis 2012 angehörte.
Diem war von 1992 bis 2000 als Dozent und Prüfer bei der Württembergischen Verwaltungs- und Wirtschafts-Akademie e. V. tätig und ist seit 2004 Lehrbeauftragter für Zivilrecht an der juristischen Fakultät der Universität Tübingen sowie Lehrbeauftragter des Oberlandesgerichts Stuttgart für die Referendarausbildung.
Im gemeinnützigen Bereich betätigte sich Frank Diem als Vorstand eines Studentenwohnheims (1988–1994), als Justiziar und Vorsitzender des Handels- und Gewerbevereins Stuttgart West e. V. (im BDS) (1982–1992), als Mitglied des gemeinsamen Berufsbildungsausschusses für den Beruf der Rechtsanwaltsfachangestellten in Baden-Württemberg  (1994–2000) sowie seit 2006 als Mitglied des Vorstands der Juristischen Gesellschaft Tübingen e. V.
Am 26. Juli 2016 verlieh ihm Bundespräsident Joachim Gauck,  bei der Übergabe vertreten durch den Justizminister des Landes Baden-Württemberg Guido Wolf, das  Verdienstkreuz am Bande des Verdienstordens der Bundesrepublik Deutschland.